# Николаефф, Николай
Николай Николаефф (англ. Nikolai Nikolaeff; род. 26 декабря 1981, Мельбурн, Австралия) — австралийский актёр.

## Биография
Николай Николаефф родился 26 декабря 1981 года в Мельбурне, в семье русского и украинского происхождения. Заинтересовался актёрским ремеслом ещё в 12 лет, начав выступать в молодёжном театре Victorian Youth Theatre. Окончил частную школу Caulfield Grammar School, впоследствии получил степень бакалавра искусств в университете Монаша.
Известность ему принесли роли в телесериалах «Сорвиголова» от Netflix и «Шесть» телеканала History, а также небольшая роль в фильме Питера Берга «22 мили».
В июне 2021 года стало известно, что Николаефф присоединился к актёрскому составу фильма «Последнее путешествие „Деметра“» норвежского режиссёра Андре Эвредала.

## Фильмография
| Год       |   | Русское название                             | Оригинальное название        | Роль                                  |
| --------- | - | -------------------------------------------- | ---------------------------- | ------------------------------------- |
| 2005      | ф | Стелс                                        | Stealth                      | пилот русского истребителя            |
| 2005—2006 | с | Злая наука                                   | Wicked Science               | Джек Бэйли                            |
| 2008      | с | Могучие рейнджеры: Ярость джунглей           | Power Rangers Jungle Fury    | Доминик «Дом» Харган / Белый Рейнджер |
| 2009—2011 | с | Морской патруль                              | Sea Patrol                   | старший матрос Лео Косов-Мейер        |
| 2015      | с | Сорвиголова                                  | Daredevil                    | Владимир Ранскагов                    |
| 2018      | с | Шесть                                        | Six                          | Тамерлин Шишони                       |
| 2018      | ф | 22 мили                                      | Mile 22                      | старший лейтенант Александр Асланов   |
| 2019      | ф | Того                                         | Togo                         | Дэн Мёрфи                             |
| 2019      | с | Морская полиция: Новый Орлеан                | NCIS: New Orleans            | Лука Осман                            |
| 2020      | с | Морская полиция: Спецотдел                   | NCIS                         | Ксавьер Золотов                       |
| 2020      | ф | Удары                                        | Bruised                      | Игорь                                 |
| 2022      | с | Очень странные дела                          | Stranger Things              | Иван                                  |
| 2023      | ф | Последнее путешествие «Деметра»              | Last Voyage Of The Demeter   | Петровский                            |
| 2024      | с | Закон и порядок: Организованная преступность | Law & Order: Organized Crime | Тобиас Крайчек                        |
| 2024      | с | Старик                                       | The Old Man                  | русский наёмник Федотов               |